# شهر بایدی
شهر بایدی (به لاتین: Baidi Township) یک شهرک در جمهوری خلق چین است که در شهرستان ناگارزه واقع شده‌است. شهر بایدی ۴٬۹۱۹ متر بالاتر از سطح دریا واقع شده‌است.